# 1984-es Roland Garros
Az 1984-es Roland Garros az év első Grand Slam-tornája, a Roland Garros 83. kiadása volt, amelyet május 28–június 10. között rendeztek Párizsban. Férfiaknál a csehszlovák Ivan Lendl, nőknél az amerikai Martina Navratilova nyert.

## Döntők

### Férfi egyes
Ivan Lendl -  John McEnroe 3-6, 2-6, 6-4, 7-5, 7-5

### Női egyes
Martina Navratilova -  Chris Evert 6-3, 6-1

### Férfi páros
Henri Leconte /  Yannick Noah -  Pavel Složil /  Tomáš Šmíd 6-4, 2-6, 3-6, 6-3, 6-2

### Női páros
Martina Navratilova /  Pam Shriver -  Claudia Kohde Kilsch /  Hana Mandlíková 5-7, 6-3, 6-2

### Vegyes páros
Anne Smith /  Dick Stockton -  Anne Minter /  Laurie Warder, 6-2, 6-4